# Trappe (Maryland)
Pour les articles homonymes, voir Trappe.
La ville de Trappe est située dans le comté de Talbot, dans l’État du Maryland, aux États-Unis. Sa population s’élevait à 1 177 habitants lors du recensement de 2020.